# Rotting Christ
Rotting Christ ist eine griechische Black-Metal-Band aus Athen, die 1987 gegründet wurde.

## Geschichte
Die Band wurde 1987 in Athen gegründet und veröffentlichte bis 1989 zwei Demos, die von ihr nicht als offiziell angesehen werden, und eine Split-EP mit der Grind- und Death-Metal-Band Yhorypansi beziehungsweise Sound Pollution. Diese Veröffentlichungen waren noch stark am damals populären Grindcore orientiert. Erst mit dem 1989 erschienenen Demo Satanas Tedeum wandte man sich, beeinflusst unter anderem von Venom, Possessed, Celtic Frost und Bathory, dem Black Metal zu und verwendete statt der bürgerlichen Namen Pseudonyme; allerdings ist der Sänger Sakis Tolis nach eigenen Aussagen kein Satanist, sondern sieht sich als einen Atheisten mit Tendenzen zum Satanismus, der sich seinen eigenen Weg sucht und dabei auch mit älteren Religionen beschäftigt. Da der Begriff Black Metal damals mit Death Metal austauschbar und im Untergrund nicht etabliert war, bezeichnete die Band ihre Musik als „Abyssic Death Metal“. Die Band spielte einen dunklen Metal-Stil mit Keyboards, deren Verwendung zu jener Zeit und im Death Metal selten war. Das Demo verschaffte der Band schlagartige Bekanntheit im Untergrund und genießt unter Freunden dieser Spielrichtung bis heute einen außerordentlich guten Ruf.
Dem Demo folgten unter anderem eine Split mit der italienischen Gothic-Metal-Band Monumentum und die EP Passage to Arcturo, auf der George „Morbid“ Zaharopoulos von Necromantia erstmals als Keyboarder mitwirkte; auf dieser ist auch eine Passage der Ritual-Band Zero Kama als Ausklang des Lieds The Forest of N’Gai zu hören; die Idee dazu kam entweder von ihm oder Jim „Mutilator“. Schließlich erschien 1993 über das französische Label Osmose Productions das Debütalbum Thy Mighty Contract, das als wegweisend gilt und die Band als erste griechische Black-Metal-Band auch weit über die Landesgrenzen hinaus bekannt machte. Kurz nach der Veröffentlichung des Albums absolvierte die Band mit Immortal aus Norwegen und Blasphemy aus Kanada die Fuck-Christ-Tournee, die als erste Black-Metal-Tournee überhaupt gilt.
Nach Streitigkeiten mit Osmose Productions unterschrieb die Band beim griechischen Untergrund-Label und veröffentlichte ihr zweites Album Non serviam; wegen mangelnder Promotion wurde das Album kaum wahrgenommen, stattdessen kamen Gerüchte auf, die Band hätte sich aufgelöst. Nach dem Album stieg Morbid, der sich nun Magus Wampyr Daoloth nannte, aufgrund der stilistischen Entwicklungen aus. Die Band beendete die Zusammenarbeit mit Unisound, unterschrieb 1995 einen Vertrag mit dem deutschen Label Century Media und veröffentlichte zunächst eine Demoversion von Snowing Still mit George „Shadow“ Florakis, Mitglied von Morbids Band Wampyre ShadowWolf und Herausgeber des griechischen Metal Hammer, die den neuen Stil von Rotting Christ demonstrierte. Im April 1996 erschien ihr drittes Album Triarchy of the Lost Lovers. Auf diesem Album gab die Band sich weitaus melodischer und verarbeitete erstmals Elemente des Gothic Rock, und auch durch die saubere Produktion des Albums und Anlehnungen an den klassischen Heavy Metal verabschiedete sich die Band weitgehend von ihren Black-Metal-Wurzeln. Im Gegensatz zu den ersten beiden Alben wurde Triarchy of the Lost Lovers mit einem echten Schlagzeug eingespielt. Der Veröffentlichung folgte eine Tournee mit Samael und Moonspell, die Sakis Tolis aber mit Sessionmusikern absolvieren musste, da die anderen Mitglieder wegen persönlicher Probleme verhindert waren. Der Session-Gitarrist Kostas (Ex-Corruption) wurde schließlich permanentes Mitglied von Rotting Christ. 1996 stieg Jim „Mutilator“, der bis dahin Bass gespielt hatte und Texte für die Band geschrieben hatte, aus zeitlichen Gründen aus; neuer Bassist wurde Andreas Lagios.
Mit dem Album A Dead Poem begannen die Musiker 1997 wieder unter bürgerlichen Namen aufzutreten; die Band erklärt diese Entscheidung damit, dass sie der Band ein neues Gesicht verleihen wollte und die Pseudonyme nicht zur neuen Ausrichtung passten. Die Band ersetzte ihr altes Logo durch einen leserlicheren Frakturschriftzug und der Klang entfernte sich noch weiter vom Black Metal. A Dead Poem wurde im Woodhouse-Studio von Xy von Samael aufgenommen, der auch das Keyboard einspielte; Fernando Ribeiro von Moonspell wirkte als Gastsänger mit. Bei einem Auftritt in der Türkei plante die türkische rechtsextreme Gruppierung Graue Wölfe, die Band in einem Plattenladen zu attackieren, wo eine Autogrammstunde stattfinden sollte; die Polizei entfernte die Grauen Wölfe aber noch vor dem Eintreffen von Rotting Christ.
Während die Texte sich seit Satanas Tedeum auf den Okkultismus konzentrierten, schlug die Band 1999 mit dem gothic-lastigeren Album Sleep of the Angels einen mystischeren Pfad ein. Die Band experimentierte auch mit elektronischen und Post-Industrial-Elementen, so auf dem Album Khronos, auf dem sie auch Current 93s Lucifer over London coverte. Teilweise orientierte sich das Album aber auch wieder am Black Metal. Auf dem Nachfolger Genesis verwandte die Band wieder ihr altes Logo. Auf den neueren Alben übernahm die Band wieder zunehmend Elemente ihres alten Stils. 2007 erschien Theogonia auf dem Label Season of Mist, das vom griechischen Schöpfungsmythos handelt und erstmals altgriechische und orientalische Passagen beinhaltet. 2010 erschien das Album Aealo, auf dem Alan Averill (Primordial), Magus Wampyr Daoloth und Diamanda Galás als Gastmusiker beteiligt waren.

## Galerie

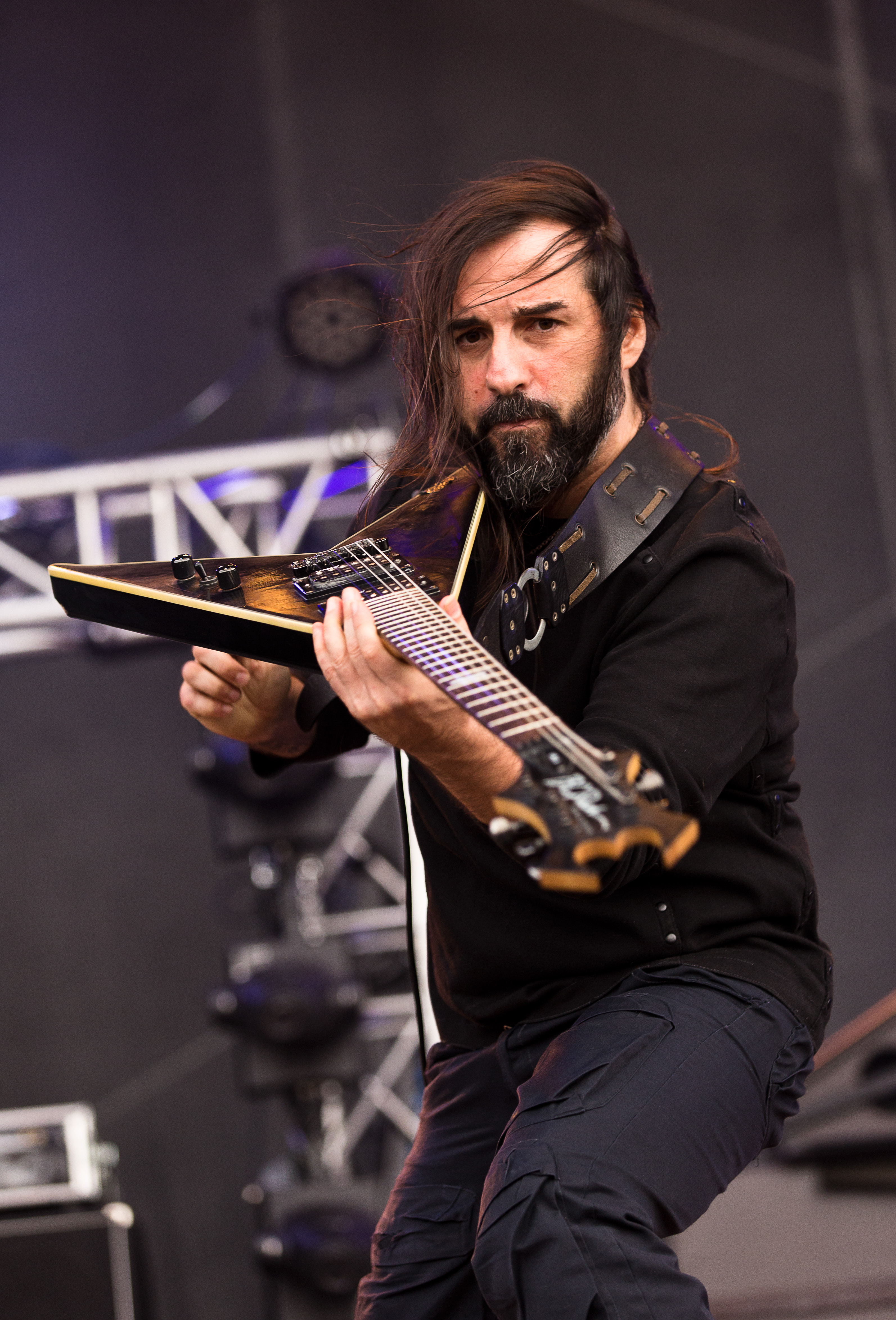
Sakis Tolis, Party.San 2015
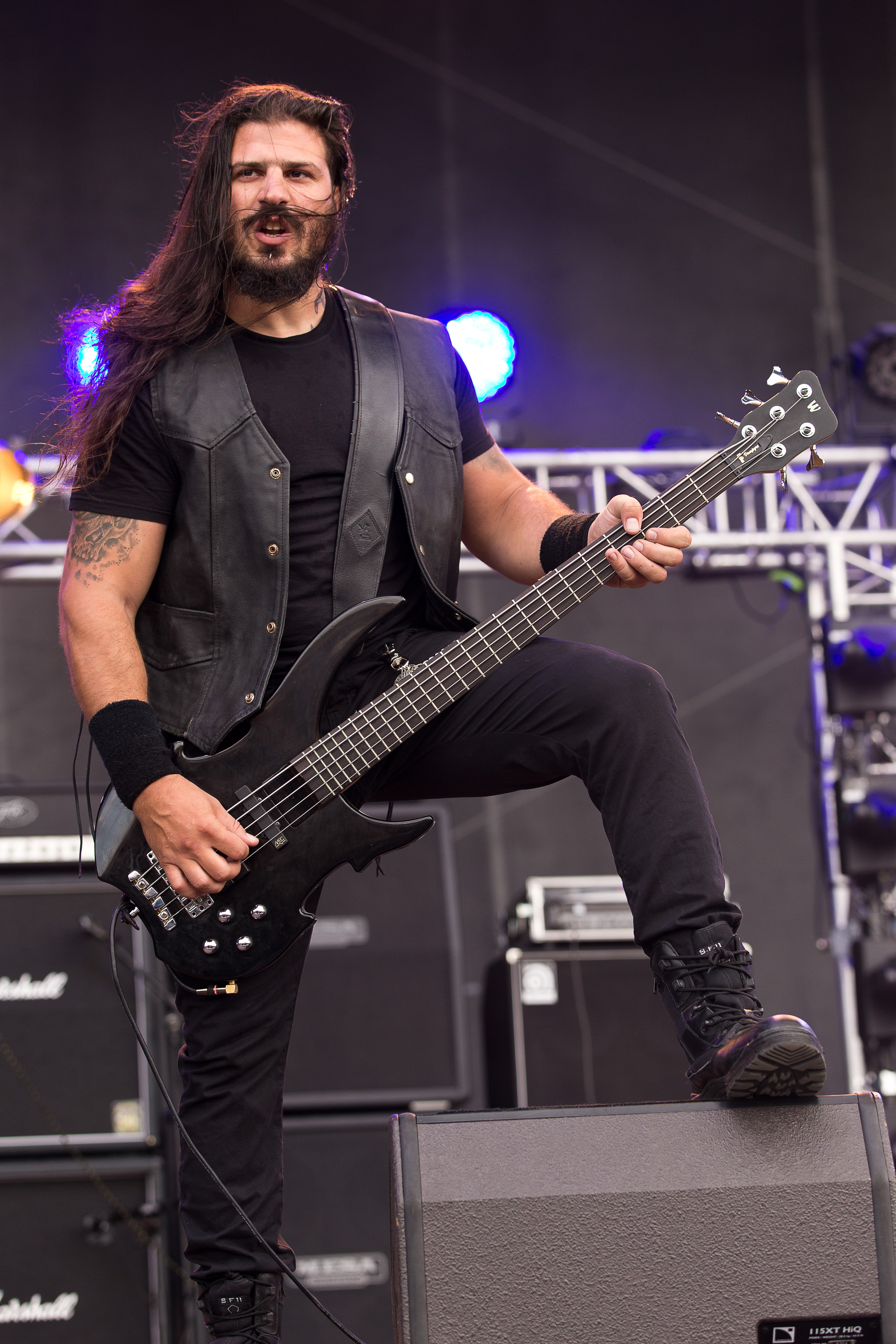
Van Ace, Party.San 2015
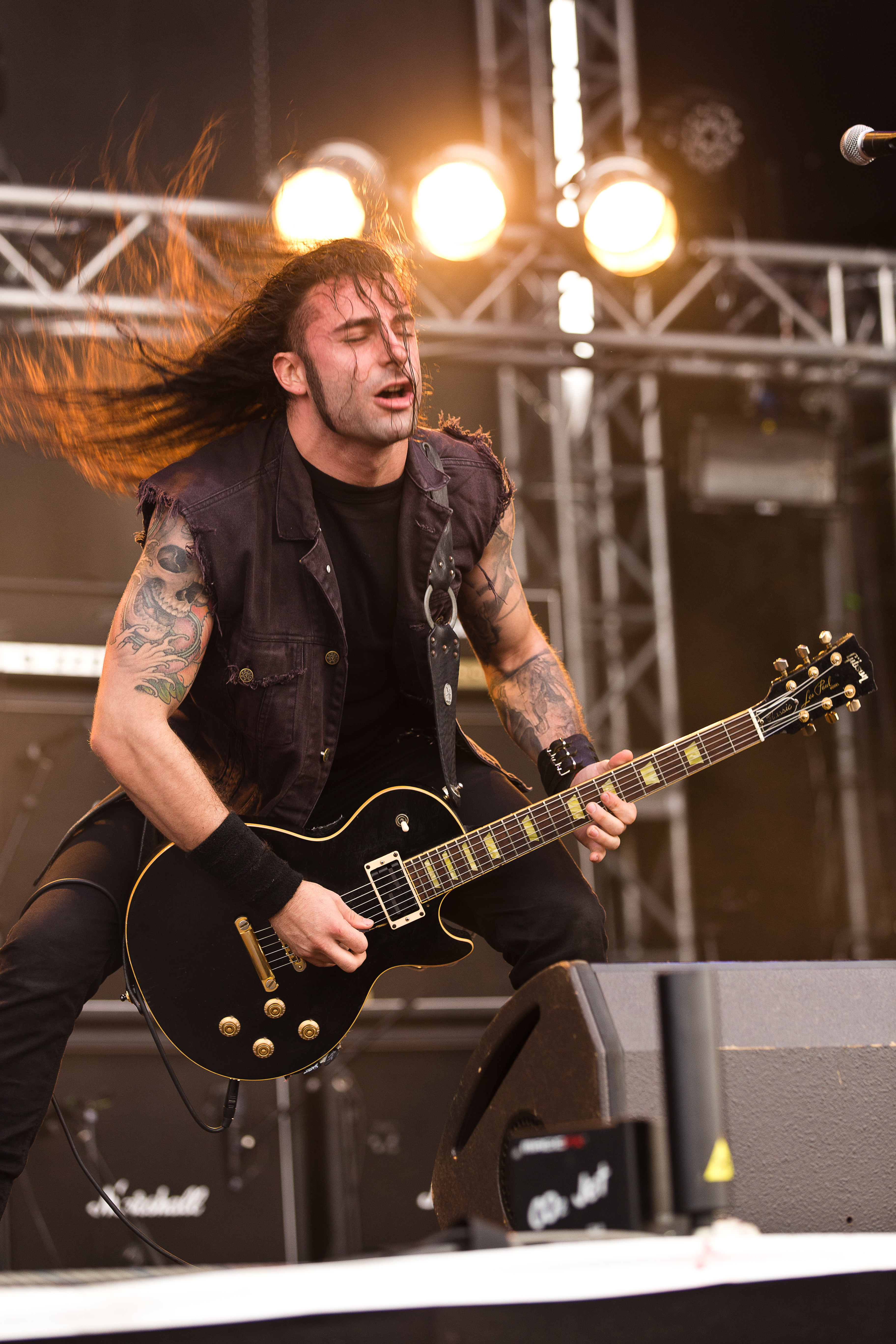
Giorgos Bokos, Party.San 2015
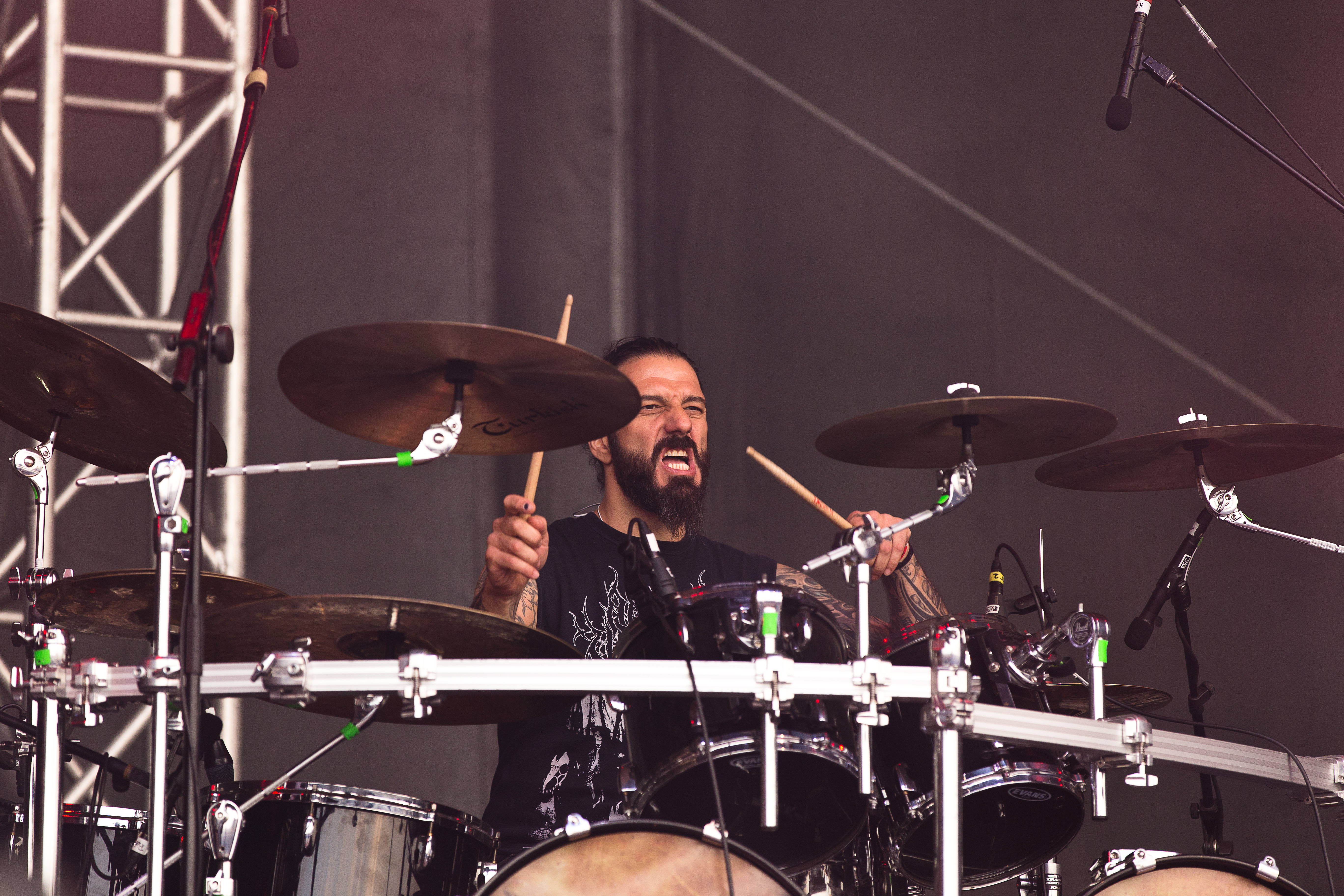
Themis Tolis, Party.San 2015

## Diskografie

### Alben
- 1993: Thy Mighty Contract (Osmose Productions), Wiederveröffentlichung 1998 bei (Century Media)
- 1994: Non serviam (Unisound), Wiederveröffentlichung 2006 bei (The End Records)
- 1996: Triarchy of the Lost Lovers (Century Media)
- 1997: A Dead Poem (Century Media)
- 1999: Sleep of the Angels (Century Media)
- 2000: Khronos (Century Media)
- 2002: Genesis (Century Media)
- 2004: Sanctus Diavolos (Century Media)
- 2007: Theogonia (Season of Mist)
- 2010: Aealo (Season of Mist)
- 2013: Kata ton Daimona Eaytoy (Season of Mist)
- 2016: Rituals (Season of Mist)
- 2019: The Heretics (Season of Mist)
- 2024: Pro Xristou (Season of Mist)

### Demos
- 1988: Decline’s Return (von der Band als inoffiziell angesehen[1])
- 1988: Leprocy of Death (von der Band als inoffiziell angesehen[1])
- 1989: Satanas Tedeum
- 1992: Ade’s Winds

### Split-Veröffentlichungen
- 1989: The Other Side of Life (Split-EP mit Sound Pollution) (TNT Records)
- 1991: Rotting Christ / Monumentum (Split mit Monumentum)
- 2012: Naturdemonernas lockrop: I 1000 Djävlars namn / The Chasm Depths (Split-7”-Single mit Negative Plane) (Malört Förlag)
- 2017: Primordial Evil (Split-7”-Single mit Necromantia) (Black Vomit Records)

### Singles und EPs
- 1991: Dawn of the Iconoclast (7”-Single)
- 1991: Passage to Arcturo (EP) (The End Records)
- 1993: Αποκαθήλωσις (Transkription: Apokathelosis; 7”-Single)
- 1999: Der perfekte Traum (EP) (Century Media)
- 2018: The Call (7”-Single, Live-Version The Sign of Evil Existence mit Nergal und Necroabyssus) (Peaceville)

### Kompilationen
- 1997: The Mystical Meeting (Kompilation)
- 2007: Thanatiphoro Anthologio (Best-of)
- 2012: Early Days (MC-Box) (Nuclear Winter Records)
- 2012: Apokathilosis (3-fach-7”, enthält Ade’s Winds, Dawn of the Iconoclast und Apokathilosis; außerdem als Picture-LP erschienen[5][6]) (Nuclear War Now! Productions)
- 2014: 25 Years: The Path of Evil Existence (Metal Hammer & Heavy Metal)

### DVDs
- 2003: In Domine Sathana (DVD)
- 2009: Non Serviam: A 20 Year Apocryphal Story (Live-DVD/CD)

### Samplerbeiträge
- 1995: Still Snowing auf Hammer Holocaust Vol I (Metal Hammer & Heavy Metal)